# David Sanborn
David William Sanborn (Tampa, 30 luglio 1945 – Tarrytown, 12 maggio 2024) è stato un sassofonista, conduttore televisivo e conduttore radiofonico statunitense, virtuoso del sax alto.
Esperto di tecniche avanzate quali quarti di tono, growl, suoni multipli (multiphonics), estensione di 4 ottave (top tones), influenzò un gran numero di sassofonisti e suonò con grandi musicisti.
Sebbene avesse praticato molti generi, i suoi lavori da solista furono tipicamente una mescolanza di jazz con pop strumentale e rhythm and blues.
Pubblicò il suo primo album da solista, Taking Off, nel 1975, ma iniziò a suonare il sassofono ancor prima di iniziare le scuole superiori. Sanborn fu attivo a lungo anche come turnista, in particolare nel disco Young Americans (1975) di David Bowie.
Sanborn fu spesso identificato con lo smooth jazz di facile successo radiofonico; tuttavia egli espresse sempre avversione sia per questo genere sia per l'esservi associato.
Nella sua lunga carriera, Sanborn pubblicò 24 album, di cui otto riconosciuti come dischi d'oro e uno di platino. Inoltre vinse 6 Grammy Awards.

## Biografia

### Formazione
Sanborn nacque a Tampa, in Florida, e crebbe a Kirkwood, in Missouri. In gioventù contrasse la polio, rimanendovi affetto per otto anni, e iniziò a suonare il sassofono su consiglio del medico per rafforzare i muscoli del petto e migliorare la respirazione.
L'altosassofonista Hank Crawford, all'epoca componente della band di Ray Charles, fu una delle prime e durature influenze su Sanborn.
Sanborn iniziò a frequentare il college alla Northwestern University, studiando musica. Si trasferì poi all'Università dell'Iowa dove suonò e studiò con il sassofonista J.R. Monterose.

### Carriera
Sanborn suonò con i musicisti blues Albert King e Little Milton a quattordici anni. Continuò in questo genere quando si unì alla band di Paul Butterfield nel 1967.
Sebbene Sanborn sia stato spesso associato allo smooth jazz, egli esplorò i confini del free jazz nella sua gioventù, studiando con i sassofonisti Roscoe Mitchell e Julius Hemphill. Nel 1993 ritornò a questo genere collaborando a Diminutive Mysteries di Tim Berne, dedicato a Hemphill. Anche nell'album di Sanborn Another Hand comparvero musicisti di avanguardia di primo piano.

### Incisioni
Sanborn venne tenuto in grande considerazione come turnista dai tardi anni sessanta, e suonò con una serie di artisti ben noti, tra i quali James Brown, Bryan Ferry, Michael Stanley, Eric Clapton, Bobby Charles, Cat Stevens, Roger Daltrey, Stevie Wonder, Paul Simon, Jaco Pastorius, i Brecker Brothers, Michael Franks, Kenny Loggins, Casiopea, Players Association, David Bowie, Todd Rundgren, Bruce Springsteen, Little Feat, Tommy Bolin, Bob James, James Taylor, Al Jarreau, Pure Prairie League, Kenny G, George Benson, Joe Beck, Donny Hathaway, Elton John, Gil Evans, Carly Simon, Guru, Linda Ronstadt, Billy Joel, Kenny Garrett, Roger Waters, Steely Dan, Ween, Eagles, The Grateful Dead, Nena, Utada Hikaru, Toto, Phil Collins.
Sanborn vinse il Grammy per Voyeur (1981), Double Vision (1986) e Close Up (1988). Nei suoi dischi da solista lavorò spesso con Marcus Miller, bassista, polistrumentista e produttore. Scrisse anche alcune colonne sonore per film quali Arma letale e S.O.S. fantasmi. Nel 1991 registrò Another Hand, che secondo All Music Guide to Jazz fu un "ritorno di Sanborn al suo vero amore: jazz disadorno (o solo in parte adornato)" che "compensava" le sue incisioni smooth jazz.
Nell'album, prodotto da Hal Willner, suonarono musicisti fuori dalla scena smooth jazz, come Charlie Haden, Jack DeJohnette, Bill Frisell e Marc Ribot.
Nel 1994 Sanborn apparve in A Celebration: The Music of Pete Townshend and The Who, noto anche come Daltrey Sings Townshend, un concerto di due serate alla Carnegie Hall, prodotto da Roger Daltrey degli Who per celebrare il suo cinquantesimo compleanno, da cui vennero realizzati un CD e un VHS, e un DVD nel 1988.
Nel 1995 suonò nel musical The Wizard of Oz in Concert: Dreams Come True, uno spettacolo di beneficenza. Lo spettacolo fu trasmesso dalla Turner Network Television e ne vennero tratti un CD e un video nel 1996.

### Attività in radio e televisione
Sanborn apparve in trasmissioni radiofoniche e televisive, anche come presentatore. Dai tardi anni ottanta fu ospite regolare della band di Paul Shaffer in Late Night with David Letterman. Dal 1988 co-condusse Night Music, uno spettacolo musicale notturno sulla NBC con Jools Holland. Seguendo l'approccio eclettico del produttore Hal Willner, Sanborn venne accoppiato di volta in volta con molti musicisti di fama, come Miles Davis, Dizzy Gillespie, Pharoah Sanders, Eric Clapton, Robert Cray, Lou Reed, Jean-Luc Ponty, Santana, Todd Rundgren, Youssou N'dour, Pere Ubu, Loudon Wainwright III, Mary Margaret O'Hara, Screamin' Jay Hawkins, Leonard Cohen, Was, e Curtis Mayfield. Durante gli anni ottanta e novanta, Sanborn condusse il programma radio The Jazz Show with David Sanborn. Registrò inoltre sigle per molti show e anche canzoni per The Late Late Show with Tom Snyder.

### Ultimi anni
Nel 2004 Sanborn fu inserito nella St. Louis Walk of Fame.
Nel 2006 suonò nel brano Play That Funky Music della Gordon Goodwin's Big Phat Band, un remake della hit dei Wild Cherry nello stile delle big band. Sanborn si esibì spesso anche in Giappone nei club Blue Note di Nagoya, Osaka, e Tokyo. Nel 2007 partecipò allo spettacolo annuale della Allman Brothers Band al Beacon Theatre di New York.
Nel 2010 fece un tour principalmente in trio con l'organista jazz Joey DeFrancesco e Steve Gadd, suonando la combinazione di jazz e blues dal suo album Only Everything. Nel 2011 fu in tour con il tastierista George Duke e il bassista Marcus Miller col nome DMS.
Morì a Tarrytown il 12 maggio 2024 all'età di 78 anni a causa di un cancro alla prostata diagnosticatogli nel 2018.